# LINEノベル
LINEノベル（ラインノベル）は、LINE株式会社が運営していた小説サービスである。

## 概要
「LINEノベル」はLINE株式会社が運営していた小説サービスの名称。2013年にSNSアプリ「LINE」上にてサービスが実施された第1期と、2016年に電子コミックサービス「LINEマンガ」上で実施された第2期、2019年から2020年にかけて独自アプリ上にてサービスが実施された第3期と便宜上、分類する。
それぞれ供給するアプリケーションが異なるほか、第1期は講談社、第2期は複数の出版社と提携していた。第3期では元電撃文庫編集長の三木一馬率いる出版エージェントのストレートエッジと提携し、自社レーベルであるLINE文庫とLINE文庫エッジをそれぞれ創刊した。
また、「LINEノベル」という名称こそ使用されなかったものの、川村元気『世界から猫が消えたなら』はLINE公式アカウントで連載された。

## 2013年
SNSアプリ「LINE」の公式アカウント（@linenovel）を通じて、無料で小説が楽しめるサービス。
講談社より提供されたプロ作家によるオリジナル作品が読めるほか、未発表のオリジナル作品を対象にした公募小説賞「第一回LINEノベル大賞」が実施された。第1回大賞作品はERINA『SIMPLE』。受賞作および配信作品の一部は講談社の新レーベル「LINE NOVEL」から刊行された。
2013年6月4日、サービス開始。12月の「第一回LINEノベル大賞」受賞作刊行で実質サービス終了。
| 著者     | タイトル                                  | 刊行年月 | 出版社・レーベル | 備考                                                 |
| -------- | ----------------------------------------- | -------- | ---------------- | ---------------------------------------------------- |
| 眞邊明人 | 陰陽探偵・中津川玲子の14日間              | 2013.12  | LINE NOVEL       | 第1回配信作品                                        |
| 白河三兎 | 君のために今は回る                        | 2013.06  | 講談社           | 第1回配信作品                                        |
| 月島総記 | クロストライブ ～境界の魔女と眠り児たち～ | 2013.06  | 講談社BOX        | 第1回配信作品。オリジナルの第2巻が2013年の12月に刊行 |
| ERINA    | SIMPLE                                    | 2013.12  | LINE NOVEL       | 第一回LINEノベル大賞受賞作                           |
| 神蔵柾仁 | RPG少年と目覚めない少女                   | 2013.12  | LINE NOVEL       | 第一回LINEノベル大賞優秀賞受賞作                     |
| 相武流生 | ドキドキするのは恋だけでたくさんだ        | 2013.12  | LINE NOVEL       | 第一回LINEノベル大賞友だち賞受賞作                   |

## 2017年
電子コミックサービス「LINEマンガ」上の一ジャンルとして提供された小説群。
プロ作家によるオリジナル作品が提供されたほか、アマチュアからの作品投稿を予定していた。オリジナル作品は2020年11月現在、全作が未書籍化である。
2016年7月11日、提供開始。
| 著者       | タイトル                       | 備考                                          |
| ---------- | ------------------------------ | --------------------------------------------- |
| フジテレビ | 好きな人がいること             | 2016年7月期に放送された同名ドラマのノベライズ |
| 岡田伸一   | サタン・コントローラー・ゲーム |                                               |
| Chaco      | 劣化王子                       |                                               |
| べあ姫     | 元カレ巡り                     |                                               |
| もぁらす   | キスからその先は。             |                                               |
| 山本清史   | ヒイミさま                     |                                               |

## 2019年 - 2020年
独自のアプリケーション「LINEノベル」を中心としたサービス。
元電撃文庫編集長・三木一馬が統括編集長となり、LINEノベルおよび自社レーベルとなるLINE文庫とLINE文庫エッジを率いた。オリジナル作品を配信したほか、オリジナル作品の投稿サイトとしての側面も持ち、自社レーベルのみならずKADOKAWA・講談社・新潮社・集英社・実業之日本社・スターツ出版・宝島社・東京創元社・文藝春秋・河出書房新社・双葉社・ポプラ社が参画したことで、他出版社からも刊行されることが予定されていた。
2019年4月から9月にかけて「第1回令和小説大賞」を開催。LINEおよび日本テレビ放送網とアニプレックスの共同事業となっており、受賞作にはLINE文庫またはLINE文庫エッジからの書籍化とともに、映像化が確約されていた。開催を記念して、4月にはloundraw監督・脚本・キャラクターデザインによる短編アニメーションが公開された。2020年3月、遊歩新夢『星になりたかった君と』が受賞。
また、新潮文庫とコラボレーションした公募賞である「青春小説大賞」も開催され、水生欅『ハローファイヤーマン ‐船附市消防音楽隊奮闘記‐』が受賞した。この作品は改題、大幅改稿され『君と奏でるポコアポコ ―船橋市消防音楽隊と始まりの日―』として、新潮文庫nexより2020年10月28日に書籍化された。
2019年4月16日、サービス開始。サービス開始と同時に、藤井慎吾監督、佐藤利幸キャラクターデザイン、CloverWorks制作による短編アニメーションが公開。
2019年8月5日、アプリ版リリースおよびライト文芸レーベルとなるLINE文庫、ライトノベルレーベルとなるLINE文庫エッジをそれぞれ創刊したが、Yahoo! JAPANを展開するZ HOLDINGSとLINEの経営統合に伴う事業見直しの対象となり、両レーベルは2020年2月と5月にそれぞれ刊行終了。刊行終了で文庫化されなかった作品のいくつかは、企画編集を請け負っていたストレートエッジから電子書籍化された。
2020年8月31日、LINEノベルもサービス終了。

### LINE文庫
| 著者             | タイトル                                                                        | 刊行年月          | 備考                                                                           |
| ---------------- | ------------------------------------------------------------------------------- | ----------------- | ------------------------------------------------------------------------------ |
| 蒼空チョコ       | こうして僕らは獣医になる                                                        | 2020.02           |                                                                                |
| 日日日           | 恋の穴におちた。                                                                | 2019.11           |                                                                                |
| 天乃聖樹         | 君は誰に恋をする                                                                | 2019.11           |                                                                                |
| いぬじゅん       | 願うなら、星と花火が降る夜に                                                    | 2019.08           | 2020年12月にステキブンゲイから電子書籍で復刊                                   |
| 井上悠宇         | やさしい魔女の救い方                                                            | 2019.11           |                                                                                |
| 内田裕基         | 君の涙はとても恋しい                                                            | 2020.01           |                                                                                |
| 遠藤遼           | 明治はいから洋食お嬢さま                                                        | 2019.10           |                                                                                |
| 鳳乃一真         | いのしかちょうをこっそり視ている卯月ちゃん                                      | 2019.08           |                                                                                |
| おかざき登       | 居酒屋がーる                                                                    | 2019.08 - 2020.01 | 既刊2巻                                                                        |
| 小椋正雪         | 石垣島であやかしカフェに転職しました                                            | 2020.02           |                                                                                |
| 神野オキナ       | 〈宵闇〉は誘う 藤神蒼天と地下の女王                                             | 2019.11           |                                                                                |
| 木緒なち         | すべては装丁内                                                                  | 2019.10           |                                                                                |
| 喜友名トト       | リバーシブル・ラブ -初恋解離-                                                   | 2019.12           |                                                                                |
| shachi           | あなたの歌声が、わたしを捕まえた                                                | 2019.12           |                                                                                |
| 竹井10日         | 僕を遺していく残酷な君と、君を忘れられない僕と                                  | 2019.12           |                                                                                |
| 月夜涙           | 異世界洋菓子店フォックステイル ラベンダー香る、甘さを忘れた街唯一のパティスリー | 2019.09           |                                                                                |
| 辻堂ゆめ         | ヒマワリ高校初恋部！                                                            | 2020.01           | 2021年6月に実業之日本社文庫GROWから『初恋部 恋はできぬが謎を解く』に改題し復刊 |
| つるみ犬丸       | 出雲の阿国は銀盤に舞う                                                          | 2019.09           | 2020年11月にノベルバノベルズから電子書籍で復刊                                 |
| 豊田巧           | レールアテンダントガール 車内販売にまいりました！                               | 2019.09           |                                                                                |
| 中山茂大         | 田舎暮らし始めました。 ～シェアハウス住人募集 家賃０円～                        | 2019.11           |                                                                                |
| 西村悠           | 2409回目の初恋                                                                  | 2019.12           |                                                                                |
| ニリツ           | 横濱SIKTH -けれども世界、お前は終わらない-                                      | 2019.10           |                                                                                |
| наяч             | そこから地獄がはじまった                                                        | 2020.01           |                                                                                |
| 半田畔           | 科学オタクと霊感女 -成仏までの方程式-                                           | 2019.10           |                                                                                |
| 堀内公太郎       | ゆびきりげんまん                                                                | 2019.08           |                                                                                |
| 真鍋卓           | 折り鶴の恩返し                                                                  | 2020.01           |                                                                                |
| みうらまき       | マタニティ・ボーイ ～僕、妊娠しました!?～                                       | 2019.10           |                                                                                |
| 三雲岳斗         | アヤカシ・ヴァリエイション                                                      | 2019.08           |                                                                                |
| 水沢あきと       | 取締役は神絵師                                                                  | 2019.09           |                                                                                |
| みなづき未来     | 世界で、いちばん嫌いな君                                                        | 2019.08           |                                                                                |
| ゆうきりん       | 甲冑男子 ～言えないわたしを支えてくれる秘密の彼氏たち～                         | 2020.02           |                                                                                |
| ゆずはらとしゆき | メトロポリス探偵社 空想東京百景〈令〉                                           | 2019.12           | シリーズ4巻に該当。1～3巻は講談社BOXで刊行                                     |

### LINE文庫エッジ
| 著者         | タイトル                                                              | 刊行年月          | 備考                                                    |
| ------------ | --------------------------------------------------------------------- | ----------------- | ------------------------------------------------------- |
| 逢空万太     | ウィッチクラフトアカデミア                                            | 2019.08 - 2020.01 | 既刊2巻                                                 |
| 秋堂カオル   | アニマ・ディザイア -紅き瞳の少年と灰色の精霊-                         | 2019.11           | 2巻該当部が掲載されていたが未刊行                       |
| アサウラ     | サバゲにGO!                                                           | 2019.09 - 2020.06 | 既刊2巻。2020年11月にストレートエッジから電子書籍で復刊 |
| 阿羅本景     | エクストラ・フォーリン・エールワイフ                                  | 2019.09 - 2020.01 | 既刊2巻                                                 |
| 大泉貴       | ダンジョン・ザ・ステーション                                          | 2019.10 - 2020.03 | 既刊2巻                                                 |
| 春日みかげ   | 項羽さんと劉邦くん ～少年は阿房宮を目指す～                           | 2019.08 - 2019.12 | 既刊2巻                                                 |
| 鎌池和馬     | 魔導ハッカー 〉〉暴け、魔法の脆弱性を                                 | 2019.08 - 2020.04 | 既刊2巻                                                 |
| 鎌池和馬     | 美少女くノ一ちゃん達がせんせーのヒミツを覗いてみた結果                | 2020.01 - 2020.05 | 既刊2巻                                                 |
| 空伏空人     | 魔女の花嫁 seasons beside a witch                                     | 2019.12           | 2020年11月にストレートエッジから電子書籍で復刊          |
| K.バッジョ   | 人類の未来は英雄ガチャで決まるらしい                                  | 2019.12           |                                                         |
| 更伊俊介     | 吾輩はモブである                                                      | 2019.11           | 2巻該当部が掲載されていたが未刊行                       |
| 白沢戌亥     | 神籤世界の冒険記。 ～ギルドリーダーはじめました～                     | 2019.11           | 2020年11月にノベルバノベルズから電子書籍で復刊          |
| 瀬尾順       | 妹はサイコパス                                                        | 2019.12           |                                                         |
| SOW          | ワトソン・ザ・リッパー ～さる名探偵の助手の誰にも話せない過去～       | 2020.01           |                                                         |
| 高橋徹       | 小鳥遊さんはラブコメ勉強中！                                          | 2020.01           |                                                         |
| 橘ぱん       | でび×チキ ブレイブリーソウル                                          | 2019.10           |                                                         |
| 津田彷徨     | デュアル・クリード                                                    | 2019.08           |                                                         |
| 寺田とものり | 翠竜のティリストリ                                                    | 2019.09           |                                                         |
| 波摘         | デザイア・オーダー -生存率1%の戦場-                                   | 2020.02           | 2020年11月にノベルバノベルズから電子書籍で復刊          |
| 望公太       | 性春デイズ ～男子高校生の性の心理戦～                                 | 2019.12           |                                                         |
| 氷純         | 幻獣と刻む帳簿と航海録                                                | 2019.10           |                                                         |
| 三門鉄狼     | 異世界サバイバル ～クラスから追放されたけど、スキルの力で生き延びる～ | 2019.11           | 2020年11月にノベルバノベルズから電子書籍で復刊          |
| みかみてれん | 勇者の君ともう一度ここから。                                          | 2019.09           |                                                         |
| 三河ごーすと | 学園都市オブ・ザ・デッド                                              | 2019.10           |                                                         |
| 箕崎准       | CHiLD -境界からの降臨者-                                              | 2019.09           |                                                         |
| 三嶋与夢     | 孤島の学園迷宮                                                        | 2020.02           |                                                         |
| 森田季節     | 女賢者の明智光秀だが、女勇者の信長がパーティーにいて気まずい          | 2019.10           | 2巻該当部が掲載されていたが未刊行                       |
| Y.A          | 出戻り勇者の気まぐれメニュー                                          | 2020.05           |                                                         |

### 単行本
| 著者   | タイトル    | 刊行年月 | 備考                                         |
| ------ | ----------- | -------- | -------------------------------------------- |
| 中村航 | #失恋したて | 2019.08  | 2020年12月にステキブンゲイから電子書籍で復刊 |

### LINEノベルに掲載されたがLINE文庫・LINE文庫エッジより未刊行の作品
| 著者                     | タイトル                                        | 刊行年月 | 出版社・レーベル     | 備考                                         |
| ------------------------ | ----------------------------------------------- | -------- | -------------------- | -------------------------------------------- |
| 天酒之瓢                 | 汚染世界のアオ                                  | 2021.02  | ストレートエッジ     | 「カクヨム」掲載後、電子書籍化               |
| 石田空                   | 異説とりかえばや物語 -渡辺綱の秘想譚-           | 2020.11  | ストレートエッジ     | 電子書籍限定                                 |
| erica                    | すき。ただそれだけ                              |          |                      | 未刊行                                       |
| 最果タヒ                 | こちら、詩人の脳みそです                        |          |                      | 未刊行                                       |
| 涼暮皐                   | 俺たちにまだ恋は早い                            |          |                      | 「カクヨム」掲載                             |
| 都乃河勇人               | ウィークエンド アーマゲドン                     | 2021.08  | ストレートエッジ     | 電子書籍限定                                 |
| 真楠ヨウ                 | 御執事様のねだりごと                            | 2020.09  | メディアワークス文庫 | 書籍化に伴い「御執事様の仰せのままに」に改題 |
| みあ（三月のパンタシア） | あの頃、飛べなかった天使は                      |          |                      | 「ステキブンゲイ」掲載                       |
| 竜騎士07                 | バケモノたちが嘯く頃に ～バケモノ姫の家庭教師～ | 2020.10  | 電撃文庫             |                                              |

### 予定されていたが未刊行の作家

#### LINE文庫
- 相沢沙呼
- 筏田かつら
- 和泉桂
- 岩城裕明
- 切符
- ごとうしのぶ
- 後藤リウ
- 篠原まこと
- しめさば
- 十文字青
- 瀬川コウ
- 蝉川夏哉
- 田尾典丈
- 高野小鹿
- 喬林知
- 手島史詞
- 永川成基
- 七烏未奏
- 仁木英之
- 氷川一歩
- 二宮敦人
- 原田まりる
- 堀川アサコ
- 三國青葉

#### LINE文庫エッジ
- 九曜
- サイトウケンジ
- 榊一郎
- 蝉丸P
- たきもとまさし
- 丈月城
- 棚花尋平
- 田中ロミオ
- 虎虎
- 翅田大介
- 春原ロビンソン
- 舞
- 実弥島巧
- 錬金王

#### 単行本
- 原田マハ